# Río Shishinahua
Der Río Shishinahua ist ein etwa 100 km langer rechter Nebenfluss des Río Huallaga in der Provinz Alto Amazonas der Region Loreto im zentralen Norden Perus.

## Flusslauf
Der Río Shishinahua entspringt in einem Höhenrücken im Amazonastiefland auf einer Höhe von etwa 200 m. Das Quellgebiet befindet sich im Südosten des Distrikts Santa Cruz, etwa 50 km östlich der Provinzhauptstadt Yurimaguas. Der Río Shishinahua fließt anfangs 20 km in nordnordöstlicher Richtung. Anschließend wendet er sich allmählich nach Nordwesten und schließlich nach Westen. Die unteren 30 Kilometer fließt der Río Shishinahua in Richtung Westnordwest. Nun nehmen die Rodungsflächen entlang dem Flusslauf zu. Mehrere Siedlungen liegen entlang dem Mittel- und Unterlauf. Der Fluss weist ein stark mäandrierendes Verhalten mit zahlreichen engen Flussschlingen und Altarmen auf. Der Río Shishinahua mündet schließlich bei der Siedlung Progreso auf einer Höhe von etwa 125 m in den Río Huallaga.

## Einzugsgebiet
Der Río Shishinahua entwässert ein Areal von ungefähr 1040 km². Es erstreckt sich über den Südteil des Distrikts Santa Cruz. Das Einzugsgebiet grenzt im Süden an das des Río Cuiparillo, im Südosten an das des Río Matador, im Osten an das des Río Pacaya sowie im Norden an das des Río Yuracyacu.